# Mercedes-Benz W25
Mercedes-Benz W25 je Mercedesov dirkalnik, ki je bil v uporabi med sezonama 1934 in 1936, ko so z njim dirkali Rudolf Caracciola, Luigi Fagioli, Manfred von Brauchitsch, Hermann Lang in Hanns Geier. Rudolf Caracciola je z njim osvojil naslov prvaka v sezoni 1935. 
Po triletnem premoru se je Mercedes vrnil na dirkaško sceno z novim dirkalnikom W25 v sezoni 1934. Prvič so se predstavili na dirki Avusrennen, toda na razočaranje domačih gledalcev so bili vsi trije dirkalniki umaknjeni z dirke pred štartom zaradi težav s črpalko za gorivo. Tako je dirkalnik dejansko debitiral na naslednji domači dirki Eifelrennen teden dni kasneje, ko je ob odsotnosti nekaterih dirkačev prvo zmago dirkalnika dosegel von Brauchitsch. Ob koncu sezone so bili dirkalniki že zelo zanesljivi, tako da so na zadnjih dveh dirkah najvišjega tipa Grandes Épreuves obakrat zmagali, na dirki za Veliko nagrado Italije skupaj Caracciola in Fagioli, ki je dobil tudi dirko za Veliko nagrado Španije
V sezoni 1935 sta Caracciola in Fagioli v prvenstvu dosegla dvojno zmago. Večino točk sta dosegla na dirkah za Veliko nagrado Švice, Veliko nagrado Španije, na katerih je Caracciola zmagal, Fagioli pa je zasedel drugo mesto. V sezoni 1936 pa dirkalnik ni bil več konkurenčen, saj je bil najboljši Mercedesov dirkač v prvenstvu Caracciola šele šesti kljub dobremu začetku in zmagi na prvi prvenstveni dirki za Veliko nagrado Monaka, po kateri ni več osvojil prvenstvenih točk. Zato je moštvo za naslednjo sezono naredilo povsem nov dirkalnik Mercedes-Benz W125. 
Dirkalnik Mercedes-Benz W25 je tudi zaslužen za ime Srebrne puščice, ki so ga od tedaj uporabljali za Mercedesove dirkalnike, še danes pa se uporablja za dirkalnike McLaren-Mercedesa v Formule 1. Na prvi dirki dirkalnika je bil le-ta en kilogram preko najvišje dovoljene mase dirkalnika, zato je šef moštva Alfred Neubauer ukazal, da z dirkalnika spraskajo barvo. Tako je bil dirkalnik, katerega ogrodje je bilo v največji meri iz aluminija, značilne srebrne barve. 